# ۳۴۱ (پیش از میلاد)
۳۴۱ (پیش از میلاد) ۳۴۱مین سال قبل از تقویم میلادی است.